# ديميتريوس تشاريتوبولوس
ديميتريوس تشاريتوبولوس (باليونانية: Δημήτρης Χαριτόπουλος)‏ مواليد 14 نوفمبر 1983 في ألكساندريا، هو لاعب كرة سلة يوناني. بدأ مسيرته الاحترافية في سنة 2001. يحمل الرقم 9. يبلغ طوله 6 قدم 9.5 بوصة (2.1 م).

## المسيرة الاحترافية
لعب مع نادي أريس لكرة السلة من سنة 2002 إلى 2006، ثم لعب مع نادي بانيونيس لكرة السلة في موسم 2009–2010، ثم لعب مع أسفيل باسكت في الدوري الفرنسي في سنة 2012، ثم لعب مع نادي أكاديميك لكرة السلة في سنة 2013، ثم لعب مع نادي بلد الوليد لكرة السلة في الدوري الإسباني في موسم 2013–2014، ثم لعب مع باسكت مانريسا في موسم 2014–2015.

## الإنجازات
- كأس اليونان لكرة السلة - الفوز: (2004)

## روابط خارجية
- ديميتريوس تشاريتوبولوس على موقع الاتحاد الدولي لكرة السلة (الإنجليزية)
- ديميتريوس تشاريتوبولوس على موقع الدوري الإسباني لكرة السلة (الإسبانية)
- ديميتريوس تشاريتوبولوس على موقع كرة السلة الأوروبية.كوم (الإنجليزية)
- ديميتريوس تشاريتوبولوس على موقع DraftExpress.com (الإنجليزية)
- ديميتريوس تشاريتوبولوس على موقع ريلجم (الإنجليزية)
- ديميتريوس تشاريتوبولوس على موقع بروبوليرز (الإنجليزية)
- ديميتريوس تشاريتوبولوس على موقع سبورتس رفرنس (الإنجليزية)